# 感傷中毒
『感傷中毒』（かんしょうちゅうどく）は、FLiPの2枚目のミニ・アルバムである。

## 内容
事実上最後のインディーズ作品。アルバムタイトルは日本語であるが、全曲の楽曲タイトルが英語で統一した。

## 収録曲
1. IT'S A LIE
2. I really want to show
3. Can't Bleach
4. Bad communication
5. Don't Hate My Eyes

作詞・作曲：渡名喜幸子